# 鹿峰街道
鹿峰街道为湖南省桂阳县所辖街道，2012年4月设立。2012年4月新设的鹿峰街道由原城郊乡4行政村、原城关镇7社区组成。鹿峰街道辖4个行政村、7个社区，总面积60.17平方公里，总人口5.38万人，办事处驻肖家坳。 

## 行政区域
- 自原城郊乡划入牛巷口、新城、子龙、富阳4个行政村；
- 自原城关镇划入十字街、南塔、蔡伦井、东塔、百花、北麓、南苑7个社区。